# Boltentor
Das Boltentorviertel in Emden befindet sich innerhalb des Wallringes und zählt statistisch zum Stadtzentrum. Die sechs Stadtteile des Stadtzentrums haben zusammen 8677 Einwohner. In dem Viertel hat eine geringe Anzahl historischer Häuser die Bombardierungen des Zweiten Weltkriegs überstanden. In Boltentor (bzw. im Boltentorviertel) befindet sich die 1986 eröffnete Kunsthalle Emden.

## Verkehr
Die Hauptstraße durch den Stadtteil ist die Boltentorstraße. Sie führt von der innerstädtischen Ost-West-Verkehrsachse Jungfernbrückstraße/Abdenastraße in nordwestliche Richtung nach Früchteburg. An der zweispurigen Straße stehen die Häuser relativ dicht am Straßenrand. Da die Boltentorstraße die kürzeste Verbindung von der Emder Innenstadt zu den Schulen in Früchteburg und Veranstaltungsorten wie Nordseehalle und Neues Theater ist, kann sie zu Stoßzeiten recht belastet sein.
In den 1970er-Jahren bestanden Pläne, durch das Boltentorviertel einen Teil des innerstädtischen Verkehrsringes zu bauen. Ausgehend von der Einmündung des Philosophenweges in die Auricher Straße/Neutorstraße sollte eine Entlastungsstraße entlang des Walls bis zur Einmündung der Ringstraße in die Abdenastraße/Larrelter Straße führen. Bereits nach der Vorstellung dieses Entwurfsplans durch das Planungsbüro Dr. Schubert wurde Kritik laut, weil die Straße entlang des Walls geführt hätte und zudem die vorhandene Bebauung hätte überbaut werden müssen. Die Straße ist nie gebaut worden.

## Kultur und Sehenswürdigkeiten
Die Naturforschende Gesellschaft zu Emden hat ihren Sitz im Stadtteil an der Straße Mühlentrift. Die Kunsthalle Emden liegt ebenfalls in Boltentor, an der Straße Hinter dem Rahmen (die bereits vor dem Bau der Kunsthalle so hieß). Die Architektur des Viertels ist zum Großteil durch Nachkriegsbauten bestimmt, wobei sich Ein- und Mehrfamilienhäuser abwechseln. Der Grund dafür ist in der Zerstörung weiter Teile des Viertels im Krieg zu suchen. Lediglich in einigen Abschnitten der Boltentorstraße und an der Friesenstraße haben mehrere Häuser keine Kriegsschäden hinnehmen müssen. Ein Luftschutzbunker an der Boltentorstraße ist mit einer Penthouse-Wohnung überbaut worden. Am Südende der Boltentorstraße steht ein Kiosk im Stil des Klinker-Expressionismus aus der Zeit der Weimarer Republik.
Die Emder Schützen weihten 1952 ihr Domizil auf dem Wall ein.

## Politik
Bei der Bundestagswahl 2013 wählten die Einwohner des Stimmbezirks Boltentor deutlich konservativer, aber auch deutlich grüner als der städtische Durchschnitt, was zu Lasten der SPD ging. Letztere lag mit 37,13 Prozent nur wenig vor der CDU (34,59 Prozent), die Grünen holten 11,6 Prozent. Zum Vergleich: Im gesamten Stadtgebiet erreichte die SPD 48,59, die CDU 25,98, die FDP 3,13, die Grünen 9,15 und die Linken 6,04 Prozent. Auf sonstige Parteien entfielen stadtweit 7,04 Prozent.